# Frente Nacional Socialista
A Frente Nacional-Socialista (em sueco:  Nationalsocialistisk front, NSF) era na época de sua dissolução o maior partido político neonazista da Suécia. A organização foi fundada em Karlskrona em 8 de agosto de 1994. Tornou-se um partido político em 20 de abril de 1999, aniversário de 110 anos de Adolf Hitler. O jornal oficial do partido - agora extinto - chamava-se Den Svenske Nationalsocialisten ("O Nacional Socialista Sueco"), também conhecido como Den Svenske ("O Sueco").
O partido concorreu às eleições para o conselho municipal de Karlskrona em 2002, mas atraiu apenas 0,5% dos votos, o que não foi suficiente para um mandato. Em 2006 o partido entrou nas eleições a nível nacional. Lá obteve 1.417 votos, ou 0,03% (para entrar no parlamento sueco um partido precisa de pelo menos 4% do total de votos). O partido teve mais sucesso em Trollhättan, onde recebeu 208 votos ou 0,65%, embora não tenha sido suficiente para entrar na assembleia municipal. 2006 foi o melhor ano eleitoral da história do partido.
Em 2007, a NSF se manifestou em Estocolmo pela libertação do negador do Holocausto Ernst Zündel.
O partido tinha como principais objetivos a abolição da democracia, a repatriação de imigrantes, a internação de comunistas em campos de trabalho, a repetição do Holocausto e a implementação do racismo científico e corte de impostos para famílias com muitos filhos geneticamente saudáveis. A NSF também lançou uma campanha para defender Mel Gibson pelas críticas que recebeu de Abraham Foxman por ter feito o filme A Paixão de Cristo.
A Frente Nacional Socialista tinha um código de vestimenta de uniforme político obrigatório durante marchas e manifestações, que incluía um suéter ou camisa preta de combate, boné militar preto, botas, calças de combate de cor cáqui e o logotipo do partido nos braços. Este uniforme foi retirado de uso depois que a polícia declarou em 2006 que era um crime de ódio usá-lo durante as manifestações. Os membros do partido costumavam usar uma camiseta azul com um texto amarelo que dizia "NSF" depois disso.

## História
O partido foi formado em 1994 por vários simpatizantes da antiga Resistência Ariana Branca (sueco: Vitt Ariskt Motstånd) em Karlskrona. Do início de 1994 a dezembro de 1999, o partido foi liderado por Anders Högström. Quando ele saiu, ele introduziu o chamado conselho do reich, composto por Anders Ärleskog e Daniel Höglund. Anders Högström deixou a NSF para se envolver com os social-democratas. A partir de abril de 1999, a Frente Nacional Socialista se via como uma organização político-partidária, mas nunca registrou uma designação partidária.
Várias pessoas relacionadas à organização foram condenadas por crimes violentos contra o público. Entre outras coisas, os perpetradores dos assassinatos de Malexander em 1999 tinham conexões com a NSF. Um dos perpetradores, Andreas Axelsson, havia sido membro da NSF em um período mais curto, e um ex -neonazista e mercenário das guerras iugoslavas e criminoso de guerra Jackie Arklöv, que assumiu a responsabilidade pelo tiroteio dos dois policiais, havia escrito uma carta para a partição da NSF.
A Frente Nacional Socialista às vezes se concentrava na mídia por causa de atividades externas, como manifestações e propagação de moscas. O antigo uniforme da NSF foi abolido antes da eleição de 2006 e, em seguida, uma camiseta azul com texto amarelo era frequentemente usada na qual era chamada de "NSF". Os uniformes anteriores incluíam: boné preto tipo militar, etiquetas com o logotipo da festa nos braços, suéter preto de manga comprida, calça de combate bege e botas pretas opcionais. Entre a propaganda partidária espalhada, havia uma ampla venda de produtos white power, inclusive CDs, via internet.

## Programa Do Partido
A organização foi estruturada hierarquicamente com uma gestão central e subgrupos. O programa de ação mostrou que a organização trabalhava para, entre outras coisas, a autossuficiência nacional, a repatriação de todos os imigrantes ultramarinos, estabelecendo um controle racial estatal para "garantir a saúde mental e biológica da raça nórdica", bem como o controle estatal da massa meios de comunicação. O objetivo geral era "abrir caminho para um acesso nacional-socialista ao poder" e depois abolir a democracia. A Frente Nacional Socialista introduziria um governo popular sob o princípio de liderança e responsabilidade nórdica, composto por representantes especializados selecionados nas várias profissões, que serviriam apenas às pessoas no país de nascimento. Até mesmo a pena de morte para crimes sexuais graves e traição foi incluída no programa. A organização queria que a Suécia saísse da União Européia e das Nações Unidas. O partido também queria abolir a ajuda aos estados e ditaduras comunistas.

## Dissolução
A Frente Nacional Socialista foi oficialmente dissolvida em 22 de novembro de 2008. Um novo partido, a Frente Popular ("Folkfronten"), foi fundado ao mesmo tempo com as mesmas pessoas no comando. A Frente Popular foi posteriormente reconstituída como o Partido dos Suecos que concorreu nas eleições gerais de 2010 e 2014 e recebeu cerca de 1.000 votos nas eleições de 2014 para o Parlamento Europeu, antes de ser dissolvida no ano seguinte.

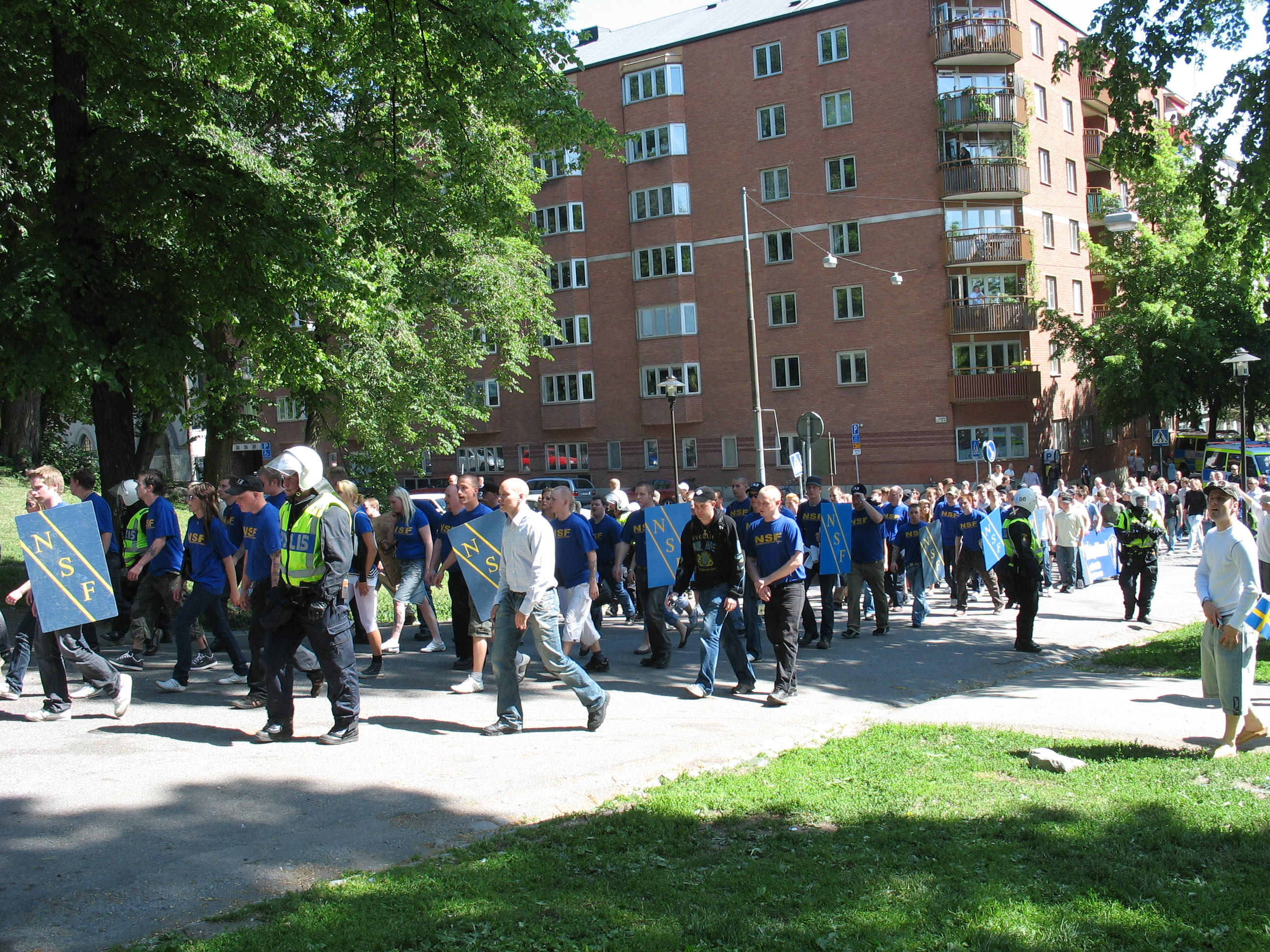
Membros da Frente Nacional Socialista participando de uma manifestação durante o Dia Nacional da Suécia, 6 de junho de 2007.

## Resultados Eleitorais

### Riksdag
| Ano Eleitoral | N° De Votos Gerais | % Do Total De Votos | # De Assentos Gerais Ganhos | +/-  | Notas            |
| ------------- | ------------------ | ------------------- | --------------------------- | ---- | ---------------- |
| 2006          | 1.417              | 0,03 (#16)          | 0 / 349                     | Novo | Extraparlamentar |